# Европейский маршрут E76
Европейский маршрут Е76 — европейский автомобильный маршрут категории А в Италии, соединяющий города Мильярино и Флоренцию. Длина маршрута — 88 км.
Маршрут проходит через города Лукка и Пистойя.
Е76 связан с маршрутами Е80 (в Мильярино) и Е35 (во Флоренции).